# Francesco Martinelli (schermidore)
Francesco Martinelli (Pisa, 23 agosto 1978) è uno schermidore italiano, specializzato nella spada.

## Biografia
Ha iniziato giovanissimo nel 1984 seguendo le sorelle Chiara e Cristina in sala scherma. È cresciuto con la maestra Luciana Di Ciolo e successivamente con il maestro Enrico Di Ciolo, tecnico che lo segue attualmente. La società di allenamento è il Csp Di Ciolo di Pisa, è tesserato per le Fiamme Oro.
Durante la carriera giovanile ha vinto alcuni titoli nazionali individuali e successivamente anche a squadre con le Fiamme Oro. Nel 1997 ha vinto un oro ai Campionati del mondo giovani a Tenerife. Nel 2009 ha ottenuto la medaglia di bronzo ai Giochi del Mediterraneo. Facente parte della squadra azzurra dal 2001, nel 2009 ha vinto la medaglia di bronzo ai Campionati europei con la squadra azzurra. Nel 2012 ha conquistato il premio Cintura Nazionale Pro dopo uno scontro diretto con Alfredo Rota.
Possiede una laurea dell'Università di Pisa in economia e commercio ed è appassionato di tennis, sport che pratica appena può nei raduni della nazionale.

## Palmarès
In carriera ha ottenuto i seguenti risultati:
Europei
Individuale
A squadre
- Bronzo nella spada a Plovdiv 2009

 Universiadi 
Individuale
A squadre
- Argento nella spada a Pechino 2001

 Giochi del Mediterraneo 
Individuale
- Bronzo nella spada a Pescara 2009

 Campionati italiani 
Individuale
A squadre
- Argento nella spada a Conegliano Veneto 2002

 Altri risultati 
Mondiali giovanili
Individuale
- Oro nella spada a Tenerife 1997

A squadre